# Саломе Зурабишвили
Саломе Зурабишвили (груз. სალომე ზურაბიშვილი; Париз, 18. март 1952) грузијска је политичарка и дипломата, доктор политичких наука и прва жена у историји те земље изабрана на функцију председника. Била је председник Грузије од 2018. до 2024. године. У досадашњој политичкој каријери, између осталих, обављала је и функцију министра спољних послова Грузије у владама Зураба Жваније и Зураба Ногајделија (март 2004 — октобар 2005), те функцију амбасадора Грузије у Француској (2003—2004), а од 2016. године до 2018. године служила је и као народни посланик у националном парламенту.
Зурабишвилијева је рођена у Паризу, у породици грузијских политичких дисидената. Завршила је студије политичких наука на Париском институту политичких наука, а потом је докторирала на Универзитету Колумбија у Њујорку током академске 1972/73. у класи заједно са Збигњевом Бжежинским. Политичку каријеру започиње током 1974. године радећи у Министарству спољних послова Француске, а једно краће време обављала је и функцију амбасадора Француске у Тбилисију. На предлог председника Михаила Сакашвилија именована је на место министра спољних послова Грузије у марту 2004, а исте године добија и држављанство Грузије. У јануару 2006. године оснива властиту политичку партију „Грузијски пут” (груз. საქართველოს გზა) на чијем челу остаје до новембра 2010. године.

## Дела
- Salomé Zourabichvili. Une femme pour deux pays. Grasset. 2006.  978-2-246-69561-5.
- Salomé Zourabichvili. Les cicatrices des Nations : L'Europe malade de ses frontières. Bourin. 2008.  978-2-84941-075-2.